# チェリッシュ (アソシエイションの曲)
「チェリッシュ」（Cherish）は、アソシエイションが1966年に発表した楽曲。全米1位を記録した。デヴィッド・キャシディのカバー・バージョンは全米9位を記録した。

## 概要
「チェリッシュ」はアソシエイションのメンバーであるテリー・カークマンの作品で彼らの代表作のひとつ。ロサンゼルスでは一定の評価を得ていた彼らは、1966年バリアント・レコードと契約し、レコードの販売がワーナー・ブラザース・レコードであったため2枚目のシングル「Along comes Mary」が全米7位を記録し人気を得て、アルバム『Alongs comes Mary』に収録されていた「チェリッシュ」は1966年全米第1位を3週間維持した。1971年にはパートリッジ・ファミリーのデヴィッド・キャシディ盤が全米9位を記録したが、プロデューサーのウエス・ファレルの要望で録音したものの、本人は乗り気ではなかったようだ。
BMI調べによる「20世紀にアメリカのテレビやラジオで最もオンエアされた100曲」の第22位にランクされた。

## その他のバージョン
デヴィッド・キャシディ以外にも様々なアーティストにカバーされている。
- ぺトゥラ・クラーク（英語版） (1966)
- レイ・コニフ (1972)
- フォー・トップス (1967)
- レターメン (1967)
- ニーナ・シモン (1967)